# Isabella Andreini
Isabella Andreini Canali, nata Isabella Canali (Padova, 1562 – Lione, 10 giugno 1604), è stata un'attrice teatrale, scrittrice e poetessa italiana.
Suo figlio era l'attore Giovan Battista Andreini.
Ricordata da molti contemporanei per il fascino e il talento scenico, fu artista molto nota e significativa nel panorama europeo. Insieme al marito Francesco Andreini fece parte della Compagnia dei Comici gelosi, che nel 1589 fu invitata al matrimonio tra Ferdinando I de' Medici e Cristina di Lorena, svoltosi a Firenze: la Compagnia rappresentò la sua "Pazzia d'Isabella", e grande fu il successo della Andreini nella parte della protagonista. Grazie alle sue innumerevoli pubblicazioni ed alla sua vasta cultura letteraria, si dice che contribuì in modo significativo e migliorare l'immagine delle attrici, sino ad allora assimilate alla figura della meretrice onesta.

## Biografia
Nata a Padova da un certo Paolo Canali, nulla si sa della sua infanzia e adolescenza, fino a quando, nel 1576 o 1577, entrò a far parte della compagnia teatrale di Bologna detta dei Comici Gelosi, della quale faceva parte il pistoiese Francesco Cerracchi, in arte Francesco Andreini, nato nel 1547, che ella sposò nel 1578. Inoltre ricevette lezioni di recitazione da parte del maestro Orazio Nobili, uno degli attori più apprezzati della Compagnia dei Gelosi.
Quella compagnia utilizzava la pratica teatrale della commedia dell'arte: nessun testo scritto, ma un canovaccio, un soggetto di massima che veniva riempito dalle improvvisazioni degli attori che interpretavano personaggi codificati dalla tradizione - la serva astuta, il pedante, il ricco gabbato, gli amorosi - con un repertorio ampiamente sfruttato di situazioni comiche, a volte oscene, nel quale era essenziale la capacità di ogni attore di essere in sintonia con ogni altro, di sincronizzare la propria improvvisazione con quella appena proposta dal compagno recitante. 
La Compagnia dei Gelosi, per la loro elevata professionalità, va tenuta distinta, insieme con altre - per esempio quelle dei Fedeli, degli Accesi, dei Confidenti, dei Desiosi - dalle numerose compagnie di saltimbanchi che improvvisavano i loro spettacoli nelle piazze dei mercati o nelle osterie. Nel 1571 aveva recitato in Francia davanti a Carlo IX, nel 1572 aveva presentato eccezionalmente un testo d'autore come l'Aminta di Torquato Tasso, a Milano si era esibita nei festeggiamenti in onore di Giovanni d'Austria, il vincitore di Lepanto e nel 1574, a Venezia, gli attori dei Gelosi avevano recitato di fronte a Enrico III. Prima donna dei Gelosi era allora la ferrarese Vittoria Piissimi che, con l'arrivo dell'Andreini, preferì abbandonare la Compagnia nel 1580, quando il suo successo personale era ancora incontestato.

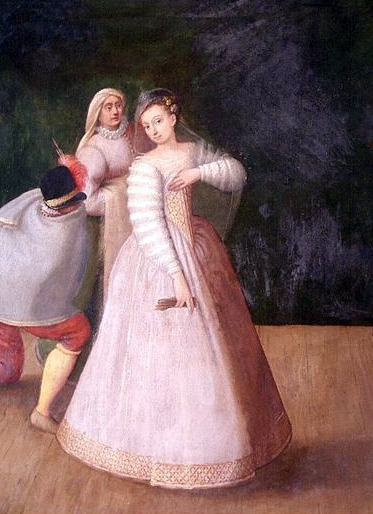
Isabella Andreini

Il primo figlio, Giovan Battista nacque nel 1579 a Firenze. Isabella Andreini dimostrò di avere molto talento sia nella recitazione, che nel canto e la musica. Donna ricca di qualità, era anche molto dotata per la letteratura e questo aumentò il prestigio anche della Compagnia dei Gelosi per cui lavorava. Nel 1587 riuscì a far pubblicare i suoi primi sonetti. L'anno successivo fu pubblicata la favola pastorale La Mirtilla, fortemente ispirata all'Aminta tassiana, e scritta in età giovanile. Molto famosa fu anche l'opera da lei scritta in onore del matrimonio tra Ferdinando I de' Medici e Cristina di Lorena e intitolata La pazzia d'Isabella. Quello spettacolo la consacrò come una delle più grandi attrici del suo tempo.
Dagli anni Novanta del Cinquecento fino alla morte scrisse e pubblicò numerose rime (più di 500 tra sonetti, madrigali, sestine, canzonette, scherzi, egloghe ecc.) sia in Italia che in Francia, creandosi così una notevole reputazione anche oltralpe. In aggiunta alle poesie, confluite nelle tre edizioni delle Rime (1601, 1603, 1605), della sua attività letteraria restano i Frammenti (1616) e le Lettere (1607), raccolte pubblicate postume dal marito. 
Nel 1601, a riprova della reputazione che era riuscita conquistare per lei e per tutte le attrici, che prima di lei erano considerate poco più che delle meretrici, fu ammessa all'Accademia degli Intenti di Pavia con lo pseudonimo di "L'Accesa".
Nel 1603 la Compagnia dei Gelosi fu invitata da Enrico IV di Francia al castello di Fontainebleau e poi a Parigi per allietare la corte. La compagnia ottenne un grande successo e rimase in Francia svariati mesi ma quando l'Andreini rimase incinta del suo ottavo figlio, decisero di rientrare in Italia. Isabella Andreini morì a Lione per complicazioni dovute al parto, durante il viaggio di ritorno in Italia. Ai suoi funerali, la popolazione le diede l'ultimo saluto con grande commozione e il suo corpo fu tumulato nella vecchia chiesa di Santa Croce, che fu distrutta nel XIX secolo.

## Riconoscimenti
- Donna di grande bellezza, la Andreini fu cantata, oltre che da Torquato Tasso, da Giambattista Marino che le dedicò più sonetti, alcuni dei quali inclusi nelle edizioni delle Rime, mentre Gabriello Chiabrera la definì "saggia tra ‘l suon, saggia tra i canti".
- Poeti e musicisti lasceranno tributi in suo onore.
- Le città di Padova e Bologna le hanno dedicato una strada.

## Poesia e opere
Come autrice viene ricordata soprattutto per:
- La Mirtilla (1588, 1602)
- La pazzia d'Isabella (1589)
- Rime (1601 una prima edizione in lingua italiana; 1603 l'edizione tradotta in francese; 1605 una ristampa post mortem ad opera del marito Francesco Andreini)
- Lettere (1607)
- Frammenti di alcune scritture della Signora Isabella Andreini comica Gelosa ed accademica Interna (pubblicato post mortem 1620, contenie anche i 31 Amorosi contrasti dell'attrice).